# تل‌ماسه پرتگاهی
تل‌ماسه پرتگاهی (به انگلیسی: Cliff-top dune) که به عنوان تل‌ماسه برنشسته (perched dunes) نیز شناخته می‌شود، تپههایی هستند که در بالای پرتگاه‌ها ایجاد می‌شوند. آنها در بیشتر نقاط جهان غیرمعمول هستند، زیرا آنها فقط در شرایط ژئومورفولوژی غیرعادی رشد می‌کنند. فرآیندهایی که توسط آنها ممکن است تشکیل شوند عبارتند از:
- یک تل‌ماسه از یک شیب از پیش موجود به بالا پیش می‌رود، که سپس به شکل پرتگاه فرسایش می‌یابد.
- یک تل‌ماسه در طول یک دوره از سطح دریا بالا تشکیل می‌شود، سپس سطح دریا پایین می‌آید و یک صخره را نمایان می‌کند.